# Hôtel de ville d'Oxford
 (octobre 2021).
L’hôtel de ville d'Oxford est un bâtiment public situé dans la rue St Aldate, dans le centre d'Oxford, en Angleterre . C'est à la fois le siège du conseil municipal d'Oxford et un lieu pour des réunions publiques, des divertissements et autres événements. Il comprend également le Musée d'Oxford. Bien qu'Oxford soit une ville avec sa propre charte, le bâtiment est appelé " Mairie ". C'est le troisième siège du gouvernement d'Oxford à se tenir sur le même site. Le bâtiment actuel, achevé en 1897, est classé Grade II*.

## Histoire
Le Guildhall d'Oxford a été créé en réparant ou en reconstruisant substantiellement une maison sur le site actuel vers 1292. Il a été remplacé par un nouveau bâtiment, conçu par Isaac Ware dans le style italianisant en 1752. En 1891, un concours d'architecture a été organisé pour un nouveau bâtiment sur le même site. L'architecte local Henry Hare a gagné. Le bâtiment de 1752 a été démoli en 1893. Le nouveau bâtiment de Hare comprenait de nouveaux locaux pour les tribunaux de la Couronne et du comté d'Oxford, la bibliothèque publique centrale et le poste de police ainsi que le conseil municipal. Le prince de Galles a inauguré le nouveau bâtiment en mai 1897, environ un mois avant le jubilé de diamant de la reine Victoria .
Les étudiants de premier cycle de l'Université d'Oxford devaient organiser une grande manifestation pour l'ouverture. Un détachement de la Metropolitan Police Mounted Branch a donc été déployé pour renforcer la petite force de police de la ville d'Oxford . Les officiers métropolitains n'étaient pas habitués aux étudiants d'Oxford et considéraient la foule bruyante comme un danger. Les policiers ont attaqué la foule à coups de matraque, faisant plusieurs blessés graves. La foule a rendu la pareille, désarçonnant un officier et le piétinant .
Le poste de police était à l'arrière dans Blue Boar Street. Il a été achevé plus tard que le reste du bâtiment, mais la police de la ville d'Oxford a pu s'y déplacer depuis son ancien poste de Kemp Hall au tournant du siècle . Le Conseil municipal a été accusé d'avoir largement dépassé le budget qu'il avait fixé pour le projet de construction. En 1905, Henry Taunt publia un dépliant dans lequel il déclarait que le bâtiment devait coûter 47 000 £ mais qu'il finit par coûter 100 000 £ .
Au cours de la Première Guerre mondiale, le bâtiment a été transformé en section de l'hôtel de ville du 3e Hôpital général du Sud. À partir de 1916, il se spécialise dans le traitement des soldats atteints de paludisme.
La police de la ville d'Oxford a déménagé dans un nouveau poste de police plus bas à St Aldate en 1936 et la bibliothèque publique centrale a déménagé dans de nouvelles installations au Westgate Center à Queen Street qui ont été achevées en 1972. 
L'hôtel de ville était le siège du comté pendant une grande partie du 20e siècle et est resté le siège du gouvernement après la formation du conseil municipal d'Oxford en 1974.
Les œuvres d'art de l'hôtel de ville comprennent des portraits du roi Jacques II, de la reine Anne et du duc de Marlborough de Godfrey Kneller, un tableau représentant l'Enlèvement des Sabines de Pietro da Cortona et un tableau représentant Saint Pierre par Francesco Fontebasso.

## Voir également
- Guilde

## Sources et bibliographie
- Malcolm Graham, Henry Taunt of Oxford: A Victorian Photographer, Headington, Oxford Illustrated Press, 1973 (ISBN 0-902280-14-7)
- Christopher Hibbert, The Encyclopaedia of Oxford, London, Macmillan, 1988 (ISBN 0-333-39917-X), « Town Hall »
- Geoff Rose, A Pictorial History of the Oxford City Police, Oxford, Oxford Publishing Co, 1979 (ISBN 0-86093-094-7)
- Jennifer Sherwood et Nikolaus Pevsner, Oxfordshire, Harmondsworth, Penguin Books, coll. « The Buildings of England », 1974 (ISBN 0-14-071045-0), p. 302
- Geoffrey Tyack, Oxford An Architectural Guide, Oxford & New York, Oxford University Press, 1998, 259–262 p. (ISBN 0-19-817423-3)